# Hans Kogler

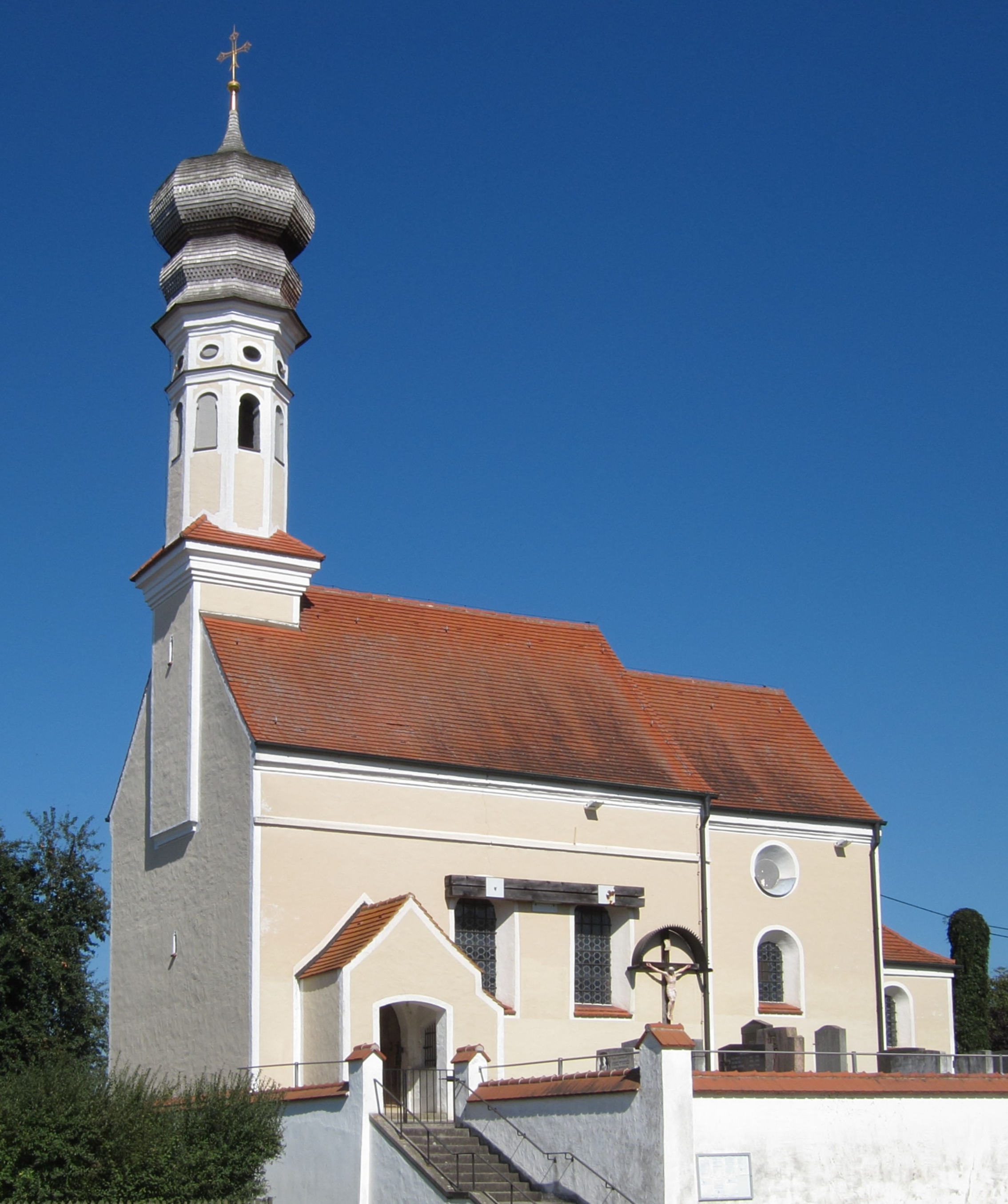
Kirche in Papferding

Hans Kogler (* 8. Februar 1642 in Schliersee; † 27. Mai 1702 in Erding) war ein deutscher Maurer und Baumeister, der als Erdinger Stadtmaurermeister zahlreiche barocke Kirchen im Erdinger Land erbaute.

## Leben
Hans Kogler gehörte wie sein Vater Kaspar zu einer ursprünglich aus Schliersee stammenden Maurermeisterfamilie, die nach dem Dreißigjährigen Krieg von 1649 bis 1729 die Erdinger Stadtmaurermeister stellten und eine lokale Schule spätbarocker Sakralarchitektur repräsentierten, die von der Münchner Hofkunst abgeleitet erscheint.
Nach seinem Tod übernahm sein Sohn Anton das Amt bis zu dessen Tod im Jahr 1729. Antons Witwe heiratete danach Johann Baptist Lethner (1700–1782), der als nächster Erdinger Stadtmaurermeister mehr als zwanzig Kirchen baute. Anschließend führte der aus Wien stammende und in die Familie eingeheiratete Mathias Rösler die Tradition bis 1808 fort.

## Werke
Zu seinen Werken gehören insbesondere folgende Kirchen, die sämtlich als Baudenkmäler registriert sind:
| Ort, Ortsteil                  | Kirche           | Patrozinium            | Baujahr | Anmerkung                                                                             |
| ------------------------------ | ---------------- | ---------------------- | ------- | ------------------------------------------------------------------------------------- |
| Berglern, Niederlern           | Filialkirche     | St. Andreas            | 1678    |                                                                                       |
| Bockhorn, Eschlbach            | Pfarrkirche      | Mariae Geburt          | 1680    | Wesentlicher Umbau von Hans Kogler                                                    |
| Bockhorn, Papferding           | Filialkirche     | Hl. Kreuz              | 1692    |                                                                                       |
| Dorfen, Kleinkatzbach          | Filialkirche     | St. Andreas            | 1665    | wohl Frühwerk Hans Koglers                                                            |
| Dorfen, Zeilhofen              | Filialkirche     | St. Antonius von Padua | 1666    | wohl von Hans Kogler                                                                  |
| Eitting                        | Pfarrkirche      | St. Georg              | 1690    | Chorneubau durch Anton Kogler 1718                                                    |
| Erding, Hl. Blut               | Wallfahrtskirche | Hl. Blut               | 1675    | Brunnenkapelle 1701                                                                   |
| Erding, Langengeisling         | Pfarrkirche      | St. Martin             | 1667    | Der 1707 eingestürzte Turm wurde 1711 von seinem Sohn Anton wieder aufgebaut          |
| Erding, St. Paul               | Friedhofskirche  | St. Paul               | 1699    |                                                                                       |
| Finsing                        | Pfarrkirche      | St. Georg              | 1688    |                                                                                       |
| Fraunberg, Maria Thalheim      | Wallfahrtskirche | Maria Thalheim         | 1670    | wohl von Hans Kogler barockisiert, von Johann Baptist Lethner 1736 umgestaltet        |
| Fraunberg, Grafing             | Filialkirche     | St. Sebastian          | 1699    |                                                                                       |
| Fraunberg, Grucking            | Filialkirche     | St. Vitus              | 1670    | Turm 1749 von Johann Baptist Lethner                                                  |
| Fraunberg, Rappoltskirchen     | Pfarrkirche      | St. Stephanus          | 1670    | von Hans Kogler barockisiert                                                          |
| Fraunberg, Riding              | Pfarrkirche      | St. Georg              | 1687    | und 1698 von Hans Kogler barockisiert                                                 |
| Lengdorf, Außerbittlbach       | Filialkirche     | St. Stephanus          | 1686    | von Hans Kogler barockisiert                                                          |
| Neuching, Niederneuching       | Filialkirche     | St. Johannes d.T.      | 1693    |                                                                                       |
| Oberding, Niederding           | Pfarrkirche      | St. Martin             | 1690    | von Hans Kogler erweitert und eingewölbt; von Johann Baptist Lethner 1757–60 erneuert |
| Oberding, Notzing              | Kapelle          | Hl. Dreifaltigkeit     | 1680    |                                                                                       |
| Taufkirchen, Unterhofkirchen   | Pfarrkirche      | Mariä Geburt           | 1698    |                                                                                       |
| Taufkirchen, Wambach           | Pfarrkirche      | St. Lampertus          | 1699    | Erhöhung und Wölbung                                                                  |
| Walpertskirchen, Schwabersberg | Filialkirche     | St. Florian            | 1680    |                                                                                       |

## Ehrungen
In Erding wurde der Hans-Kogler-Weg nach ihm benannt.